# Raini Rodriguez
Pour les articles homonymes, voir Rodriguez.
Raini Alena Rodriguez (née le 1er juillet 1993 à Bryan au Texas aux États-Unis) est une actrice et chanteuse américaine. Elle est surtout connue pour son rôle de Patricia Maria "Trish" De la Rosa dans la série télévisée américaine de Disney Channel Austin et Ally aux côtés de Ross Lynch, Laura Marano ainsi que Calum Worthy. Elle est aussi connue pour son rôle de Maya Blart dans la téléfilm américain Paul Blart : Super Vigile aux côtés de Kevin James et Jayma Mays.

## Biographie
Raini est née le 1er juillet 1993 à Bryan au Texas aux États-Unis. Elle est la fille de Roy, qui est un homme d'affaires et Diane Rodriguez qui sont propriétaires d'une entreprise nommée Rodriguez Tire Service. Elle a trois frères nommés Rico Rodriguez qui est également acteur, Roy Jr. et Ray. Sa carrière d'actrice débute peu à peu lorsqu'elle est remarquée par l'agent Susan Osser.  
Comme son frère Rico, elle a commencé sa carrière en 2006 en interprétant le rôle de Denise dans la série télévisée américaine Huff dans l'épisode 12 de la saison 2.  
Sa carrière commence réellement en 2009 lorsqu'elle interprète le rôle de Maya Blart, fille de Paul Blart (Kevin James) dans le téléfilm américain Paul Blart : Super Vigile dont la suite sortira en 2015. Ce rôle lui a permis d'obtenir un Young Artist Awards.  
En 2011, elle décroche l'un des rôles principaux de la série télévisée américaine de Disney Channel Austin et Ally où elle interprète Trish De la Rosa aux côtés de Ross Lynch, Laura Marano et Calum Worthy. 

## Filmographie
- 2006 : Huff : Denise (saison 2 épisode 12)
- 2007 : Family Of The Year : Maria (saison 1 épisode 1)
- 2007 : La Vie de palace de Zack et Cody : Betsy (saison 3, épisode 7)
- 2007 : Parker : La fille de la récréation
- 2008 : Manny et ses outils : Isabel Montoya (saison 2, épisode 14)
- 2009 : Paul Blart : Super Vigile : Maya Blart
- 2009 : Gordita : Tatiana (adolescente)
- 2009 : Danny la terreur : La seconde sœur de Marco
- 2009 : Slice of Water : Maggie Blumsfeld
- 2009 : Jonas Brothers: The 3D Concert Experience : Doublage voix
- 2010 : I'm in the Band : Ma vie de rocker : Arlene Roca (2 épisodes)
- 2010 : Star Struck : Maggie
- 2011 : True Jackson : Nina (saison 2 épisode 29)
- 2011 : Prom : Tess Torres
- 2011 : Last Chance Lloyd : Tess Torres
- 2012 : Girls Attitude: Modes d'emploi : Tavita
- 2011-2016 : Austin et Ally : Patricia Maria "Trish" De la Rosa
- 2011 : The Tonight Show with Jay Leno : Elle-même (saison 20 épisode 46)
- 2012 : Jessie : Patricia Maria "Trish" De la Rosa (saison 2, épisode 6)
- 2012 : Piper's QUICK Picks : Elle-même (saison 1 épisode 95)
- 2012 : FTS Kids News : Elle-même (saison 2 épisode 29)
- 2013 : 82nd Annual Hollywood Christmas Parade : Elle-même
- 2014 : Fais-moi un dessin : Elle-même (saison 1 épisode 5)
- 2014 : Technology in the Classroom: An Inside Look : elle-même (saison 1, épisode 5)
- 2014 : Radio Disney Music Awards : elle-même
- 2015 : Paul Blart: Mall Cop 2 : Maya Blart
- 2015 : Growning Up and Down

## Discographie
- 2012 : Living Your Dreams pour Le Chihuahua de Beverly Hills 3
- 2012 : Vive Tus Sueños pour Le Chihuahua de Beverly Hills 3
- 2013 : Austin Lost His Voice pour Austin et Ally
- 2013 : Double Take pour Austin et Ally
- 2013 : You Wish You Were Me pour Austin et Ally
- 2014 : Row, Row, Row your Boat pour Austin et Ally